# Ein Triumph
| Figur                 | Darsteller             | Deutscher Sprecher |
| --------------------- | ---------------------- | ------------------ |
| Etienne Carboni       | Kad Merad              | Michael Lott       |
| Patrick Le Querrec    | David Ayala            | Thomas Karallus    |
| Alex                  | Lamine Cissokho        | Tobias Schmidt     |
| Kamel Ramdane         | Sofian Khammes         | Daniel Welbat      |
| Jordan Fortineau      | Pierre Lottin          | David Meyer        |
| Moussa Traoré         | Wabinlé Nabié          | Konstantin Graudus |
| Boïko                 | Alexandre Medvedev     | Mark Schmal        |
| Nabil Jouari          | Saïd Benchnafa         | Jan-David Rönfeldt |
| Ariane                | Marina Hands           | Marion Elskis      |
| Stéphane              | Laurent Stocker        | Robin Brosch       |
| Nina                  | Mathilde Courcol-Rozès | Malin Steffen      |
| Leiter der Wachtruppe | Yvon Martin            |                    |
| Richterin             | Catherine Lascault     |                    |

Ein Triumph (französisch Un triomphe) ist ein französischer Spielfilm von Emmanuel Courcol aus dem Jahr 2020. Die französische Premiere war am 28. August 2020 auf dem Festival du film francophone d'Angoulême. In der Schweiz kam der Film 2021 (Romandie 1. September, Deutschschweiz 23. Dezember) bzw. im Tessin am 10. Februar 2022 in die Kinos, in Deutschland und Österreich erst am 15. Dezember 2022. Der Film beruht lose auf den Erlebnissen des schwedischen Schauspielers und Regisseurs Jan Jönson.

## Handlung
Der Schauspieler Etienne soll im Gefängnis von Lyon einen Theaterworkshop leiten. Die fünf Insassen (Patrick, Alex, Jordan, Moussa und Nabil) sträuben sich zunächst. Doch Etienne kann sie motivieren und plant, das Stück Warten auf Godot von Samuel Beckett aufzuführen – denn wer wüsste mehr über das Warten als Häftlinge. Obwohl der Workshop nur ein paar Tage dauern soll, überzeugt er die Gefängnisdirektorin davon, dass er für sein Projekt ein halbes Jahr proben muss und die Schauspieler wie Profis bezahlt werden.
Eines Tages zeigt ihm ein anderer Gefangener, Kamel, dass er das Stück gelesen hat und bittet ihn um eine Rolle – aber ohne Erfolg, denn die Rollen sind bereits verteilt. Einige Zeit später gelingt es Kamel jedoch, Nabil zu ersetzen, der angeblich lieber arbeiten möchte. Das ist nicht unproblematisch, denn die Insassen brauchen die Erlaubnis des Richters, um nach draußen zu gehen und das Stück in einem richtigen Theater aufführen zu können, was bei Kamel weniger sicher ist. Die Anstaltsleiterin weist Etienne darauf hin, dass sich kein Mitgefangener den Wünschen des Schwerverbrechers Kamel entziehen würde.
Am Tag der Aufführung macht sich das Team auf den Weg zum Theater Croix-Rousse. Etwas Unvorhergesehenes geschieht: Kamel will nicht mehr auftreten. Eigentlich wollte er nur für seinen Sohn spielen, aber der ist nicht gekommen. Etienne versucht ihn zu überreden, aber vergeblich. Dann wird verkündet, dass der Regisseur (Etienne) die Rolle anstelle von Kamel spielen wird. Endlich, gerade noch rechtzeitig, kommt Kamel auf die Bühne. Das Publikum ist begeistert.
Nach dem Erfolg der Aufführung, die ursprünglich nur einmal stattfinden sollte, fragen auch andere Städte an. Die zweite Aufführung geht schief, das Publikum lacht, aber Etienne ärgert sich über die mangelnde Professionalität. Danach läuft alles relativ gut, auch wenn die Insassen vor einer Aufführung (ohne Erlaubnis) zum Friseur gehen, um sich die Haare färben zu lassen; zum Glück weiß nur Etienne davon. Kamel freut sich, dass sein Sohn bei der letzten Aufführung dabei war.
Die Insassen haben Konflikte mit der Anstaltsleitung, da diese einen Teil der Geschenke, die sie am Ende der Aufführungen erhalten, konfisziert. Nach der letzten Aufführung eskaliert dies und die Häftlinge gehen sogar völlig nackt feiern.
Einige Zeit später bittet auch das Théâtre de l’Odéon um eine Aufführung. Diese soll den glanzvollen Abschluss des Projekts bilden. Aufgrund der jüngsten Ereignisse befinden sich die Insassen jedoch in Einzelhaft. Doch Etienne gelingt es erneut, die Gefängnisleitung zu überzeugen.
Im ausverkauften Odéon-Theater sitzen unter anderem die Gefängnisdirektorin, Etiennes Tochter Nina (zum ersten Mal), die Richterin und sogar die Justizministerin im Publikum. Als die Schauspieler aufgerufen werden, erscheint niemand und Etienne kann sie nicht finden. Die Gefangenen haben die letzte Gelegenheit zur Flucht genutzt. Etienne teilt dem Publikum mit, dass die Schauspieler geflohen sind, bezieht sich dabei auf das Stück (man wartet auf sie, aber sie kommen nicht) und fordert die Zuschauer auf, nach Hause zu gehen. Dann besinnt er sich und erzählt seine Geschichte und die Geschichte seiner Arbeit mit den Strafgefangenen.

## Kritiken
Ein Triumph erhielt ein gutes Presseecho. So erfasst der US-amerikanische Aggregator Rotten Tomatoes 64 % wohlwollende Besprechungen und ordnet den Film dementsprechend als „Frisch“ ein.
NDR Kultur nennt den Film ein „kleines Kammerspiel mit wunderbarem Kinomoment“ und zitiert Beckett, der nach dem schwedischen Vorfall gesagt hatte, dies sei das Schönste, was seinem Stück passieren konnte.
Die Deutsche Bühne attestiert dem Film viele Vorzüge – die differenzierte Darstellung der Strafanstalt, die liebevolle Darstellung der Gefangenen und Kad Merad als überragendem Schauspieler werden beispielsweise genannt. Als kleinen Schönheitsfehler nennt die Zeitschrift, dass die Ausbrecher am Ende einfach so verschwinden, ohne dass man über ihr Schicksal etwas erfahre; relativiert diesen Einwand aber mit dem Hinweis, „dies sei Kritikastern auf hohem Niveau.“
Les Échos stellen fest, der Film sei in den sozialen Realitäten unserer Zeit verankert und überrasche und verführe dank seiner schriftstellerischen Qualitäten, seiner dramatischen Intensität und seiner Ablehnung von Gefälligkeit. Die Zeitung zitiert den Regisseur mit den Worten: „Ich möchte kein hoffnungsloses Kino machen, selbst wenn es sich mit einer düsteren Realität befasst. Solange es das Menschliche gibt, ist ein Lichtstrahl immer denkbar.“

## Auszeichnungen und Bewertungen
- Cannes 2020 Official Selection
- Valois du public beim Festival du film francophone d’Angoulême 2020
- Valois du meilleur acteur beim Festival du film francophone d’Angoulême für Sofian Khammes und Pierre Lottin
- Europäischer Filmpreis 2020 – Beste Komödie

## Remake
Der italienische Regisseur Riccardo Milani brachte 2023 mit Grazie ragazzi ein italienisches Remake des Films in die Kinos.